# Piper strigillosicaule
Piper strigillosicaule är en pepparväxtart som beskrevs av William Trelease. Piper strigillosicaule ingår i släktet Piper och familjen pepparväxter. Inga underarter finns listade i Catalogue of Life.